# Verkehrsdienstleistung
Verkehrsdienstleistungen sind Dienstleistungen, bei denen Verkehrsunternehmen den Personen-, Güter- oder Tiertransport übernehmen.

## Allgemeines
In einer modernen Volkswirtschaft ist der Transport von Personen, Gütern und Tieren zum Zwecke der Ortsveränderung von großer Bedeutung. Er ermöglicht oder fördert die Faktormobilität (Arbeitsmobilität: Pendler, räumliche Mobilität von Gütern).
Im weiteren Sinne gehören auch die Telekommunikation und der Rohrleitungstransport zu den Verkehrsdienstleistungen, bei der Telekommunikationsunternehmen die Übermittlung von Informationen oder Nachrichten und Betreiber von Leitungsnetzen den Transport von bestimmten Gütern übernehmen.

## Arten
Je nach der Art des Verkehrsträgers können folgende Verkehrsdienstleistungen unterschieden werden: 
| Art                    | Transportgut                                                   | Verkehrsleistung                                        |
| ---------------------- | -------------------------------------------------------------- | ------------------------------------------------------- |
| Personenverkehr        | Personen und ihr Gepäck Personennahverkehr Personenfernverkehr | Passagierkilometer Personenkilometer Sitzplatzkilometer |
| Güterverkehr           | Güter                                                          | Tonnenkilometer                                         |
| Tiertransport          | Tiere                                                          | Tonnenkilometer                                         |
| Nachrichtenübertragung | Informationen, Nachrichten                                     | Datenübertragungsrate                                   |
| Rohrleitungstransport  | flüssige, gasförmige oder Feststoffe                           | Durchleitungskapazität                                  |

Nach der Rechtsform des Verkehrsunternehmens gibt es:
- Öffentlicher Verkehr: ist die für jedes Wirtschaftssubjekt in einer Volkswirtschaft frei zugängliche Verkehrsart, betrieben durch öffentliche Unternehmen. „Frei zugänglich“ ist hierbei im Sinne einer Beförderungspflicht durch das Verkehrsunternehmen zu verstehen.
- Unternehmen der Privatwirtschaft stehen häufig in einer Substitutionskonkurrenz zum öffentlichen Verkehr und/oder bedienen lediglich gewinnbringende Destinationen.

Die Tatsache, dass sich öffentliche und private Verkehrsunternehmen in ihren Angeboten hinsichtlich Verkehrsnetz und Verkehrsfrequenz nicht wesentlich unterscheiden, ist nicht das Ergebnis von staatlicher Marktregulierung, sondern einer Vereinbarung zwischen beiden Formen.

## Leistungserstellung
Wie bei allen Unternehmen der Produktionswirtschaft werden zunächst die Produktionsfaktoren Arbeit, Werkstoffe und Betriebsmittel bereitgestellt, doch ist in Dienstleistungsunternehmen zusätzlich noch der externe Produktionsfaktor erforderlich. Dieser besteht bei Verkehrsdienstleistungsunternehmen aus Fahrgästen, Passagieren und/oder den von diesen eingebrachten Sachen. Beispielsweise erbringt ein Personenzug seine Leistung durch den Transport seines Fahrgastes und dessen Gepäck, der Spediteur den Transport von Frachtgut seines Auftraggebers. 
Die Leistungserstellung erfolgt weitgehend individuell und auftragsbezogen, wobei die Anwesenheit des Kunden und/oder der Sache erforderlich ist. Deshalb sind Dienstleistungsprodukte interaktionsbezogen und können nicht autonom realisiert werden. Leistungserstellung und Vertrieb sind identisch, Verkehrsdienstleistungen erfolgen nach dem Uno-actu-Prinzip und sind nicht lagerfähig.

## Wirtschaftliche Aspekte
Anders als in der Produktionswirtschaft gibt es bei Verkehrsdienstleistungen feste Kapazitäten in Form von Sitzkapazitäten (maximale Anzahl von Sitz- und ggf. Stehplätzen in Bussen, Eisenbahnen, Passagierflugzeugen, Personenschiffen, Seilbahnen, Straßenbahnen usw.) und Fracht- oder Ladekapazitäten (maximaler Laderaum, zulässige Gesamtmasse), die aus Sicherheitsgründen nicht überschritten werden dürfen. Aus dieser maximalen Kapazität und der tatsächlichen Auslastung lässt sich die Sitzauslastung errechnen. Im Luftverkehr wird der Begriff Sitzladefaktor (Abkürzung: SLF; englisch Seat Load Factor) verwendet.
Unternehmensziel der Verkehrsdienstleistungsunternehmen ist es, bei hoher Dienstleistungsqualität den externen Produktionsfaktoren (Kunden und/oder deren Sachen) einen Kundennutzen zu stiften. Für ein effizientes Verkehrssystem ist es dabei erforderlich, staatliche und private Wettbewerbsbeschränkungen zu minimieren oder zu beseitigen. Ein Marktversagen ist insbesondere bei öffentlichen Gütern (wie dem ÖPNV) und externen Effekten festzustellen.  
Immer bedeutsamer wird die Abstimmung und Aufteilung einzelner Verkehrsträger oder Verkehrsmittel untereinander (Modal Split) wie dies bei Absatzketten, Anschlussflügen, Lieferketten oder Zugverbindungen der Fall ist. Hierbei werden Netzwerke (Luftstraßennetz, Straßennetz, Schienennetz) benutzt, die nur ohne Netzstörungen Pünktlichkeit gewährleisten können.   